# Rashmika Mandanna
Rashmika Mandanna (5 de abril de 1996) é uma atriz indiana que trabalha predominantemente em filmes em Telugu e Kannada, além de alguns filmes em Tamil e Hindi. Ela recebeu um Prêmio Filmfare Sul e um Prêmio SIIMA. Ela fez sua estréia como atriz com o filme Kannada Kirik Party (2016) e teve seu primeiro lançamento Telugu em Chalo (2018).